# Макинон (Вајоминг)
Макинон (енгл. McKinnon) насељено је место без административног статуса у америчкој савезној држави Вајоминг.

## Демографија
По попису из 2010. године број становника је 60, што је 11 (22,4%) становника више него 2000. године.
| Група             | 2000.      | 2010.      |
| Белци             | 46 (93,9%) | 52 (86,7%) |
| Афроамериканци    | 0 (0,0%)   | 2 (3,3%)   |
| Азијати           | 0 (0,0%)   | 1 (1,7%)   |
| Хиспаноамериканци | 3 (6,1%)   | 1 (1,7%)   |
| Укупно            | 49         | 60         |